# Berglind Rós Ágústsdóttir
Berglind Rós Ágústsdóttir (28 juli 1995) is een voetbalspeelster uit IJsland. Ze speelt als middenvelder voor Valur Reykjávik in de Úrvalsdeild.

## Clubcarrière
Ágústsdóttir maakte op 8 mei 2012 haar debuut Valur Reykjavík door in de basis te starten in het duel om de IJslandse Supercup. Ze verloren echter met 3-1 van Stjarnan FC. Vijf dagen later maakte ze ook haar debuut in de Úrvalsdeild. In het seizoen 2012 kwam Ágústsdóttir tot veertien competitieduels. In het seizoen 2013 kwam Ágústsdóttir in geen enkele wedstrijd in actie, waarna ze in het seizoen 2014 werd uitgeleend aan UMF Afturelding. In 2015 keerde ze terug bij Valur, waarvoor ze achttien wedstrijden in actie kwam. In 2016 speelde ze opnieuw geen wedstrijd, waarna in 2017 een nieuwe verhuurbeurt volgde aan Fylkir Reykjavík. Hier was ze een vaste waarde, maar wist ze niet te voorkomen dat de club degradeerde. Ondanks de degradatie bleef Ágústsdóttir Fylkir trouw en wist ze terug te promoveren met de club in het volgende seizoen. In de seizoenen 2019 en 2020 wist ze met de club uit te groeien tot middenmoter in de Úrvalsdeild.
Voorafgaand aan het seizoen 2021 verhuisde Ágústsdóttir naar Zweden, waar ze voor Damallsvenskanclub KIF Örebro DFF ging spelen. In haar debuutseizoen bij de club speelde in 22 wedstrijden en eindigde ze op de achtste plaats. In het seizoen 2022 kwam ze in alle 26 competitiewedstrijden in actie en eindigde ze op een negende plaats. Eind 2022 verliet ze de club nadat haar contract niet werd verlengd.
In januari 2023 ging Ágústsdóttir bij het Spaanse Sporting Huelva een nieuw avontuur aan. Na 13 optredens in de hoofdmacht, keerde ze in juli 2023 terug in haar geboorteland IJsland bij Valur Reykjavík.

## Statistieken
| Seizoen | Club             | Land    | Competitie                | Wedstrijden | Doelpunten |
| ------- | ---------------- | ------- | ------------------------- | ----------- | ---------- |
| 2011    | Valur Reykjavík  | IJsland | Úrvalsdeild               | 0           | 0          |
| 2012    | Valur Reykjavík  | IJsland | Úrvalsdeild               | 14          | 0          |
| 2014    | Valur Reykjavík  | IJsland | Úrvalsdeild               | 0           | 0          |
| 2014    | UMF Afturelding  | IJsland | Úrvalsdeild               | 5           | 0          |
| 2014    | Valur Reykjavík  | IJsland | Úrvalsdeild               | 0           | 0          |
| 2015    | Valur Reykjavík  | IJsland | Úrvalsdeild               | 18          | 1          |
| 2016    | Valur Reykjavík  | IJsland | Úrvalsdeild               | 0           | 0          |
| 2017    | Fylkir Reykjavík | IJsland | Úrvalsdeild               | 17          | 0          |
| 2019    | Fylkir Reykjavík | IJsland | Úrvalsdeild               | 18          | 1          |
| 2020    | Fylkir Reykjavík | IJsland | Úrvalsdeild               | 15          | 1          |
| 2021    | KIF Örebro DFF   | Zweden  | Damallsvenskan            | 22          | 0          |
| 2022    | KIF Örebro DFF   | Zweden  | Damallsvenskan            | 26          | 5          |
| 2022/23 | Sporting Huelva  | Spanje  | Primera Division Femenina | 13          | 1          |
| 2023    | Valur Reykjavík  | IJsland | Úrvalsdeild               | 11          | 3          |
| 2024    | Valur Reykjavík  | IJsland | Úrvalsdeild               | 22          | 4          |
| 2025    | Valur Reykjavík  | IJsland | Úrvalsdeild               | 0           | 0          |
| Totaal  | Totaal           | Totaal  | Totaal                    | 181         | 16         |

Laatste update: 28 maart 2025

## Interlandcarrière
Ágústsdóttir maakte haar debuut voor het IJslandse nationale team in een wedstrijd op de Pinatar Cup in maart 2020 tegen Schotland. Ze startte in de basis en werd in de 88ste minuut gewisseld in het met 1-0 verloren duel. Door een knieblessure ontbrak ze in de selectie van IJsland op het EK 2022. Vervolgens kwam Ágústsdóttir in actie tijdens de eerste vier wedstrijden van de kwalificatiereeks voor het WK 2023. IJsland wist zich niet te plaatsen voor het eindtoernooi na een 1-0 nederlaag tegen Nederland en een daaropvolgende 4-1 nederlaag tegen Portugal. In een thuiswedstrijd tegen Finland op 14 juli 2023 wist Ágústsdóttir haar eerste interlanddoelpunt te maken.